# Liste der Kellergassen in Enzersfeld im Weinviertel
Die Liste der Kellergassen in Enzersfeld führt die Kellergassen in der niederösterreichischen Gemeinde Enzersfeld im Weinviertel an.
| Foto |                 | Kellergasse                          | Standort                               | Beschreibung |
| ---- | --------------- | ------------------------------------ | -------------------------------------- | --- |
| ja   | Datei hochladen | Aukeller                             | KG: Enzersfeld im Weinviertel Standort | Die Kellergasse ist eine einseitige Einzelkellergasse an einer Geländekante. Sie besteht aus 19 Gebäuden und hat eine Länge von 200 Metern.                                                                             |
| BW   | Datei hochladen | Laimgstettenkeller                   | KG: Enzersfeld im Weinviertel Standort | Die Kellergasse ist ein einseitiges Kellergassensystem an einer Geländekante. Sie besteht aus 24 Gebäuden und hat eine Länge von 600 Metern.                                                                            |
| BW   | Datei hochladen | Neustiftkeller                       | KG: Enzersfeld im Weinviertel Standort | Die Kellergasse ist eine einseitige Einzelkellergasse in Hohlweglage. Sie besteht aus 10 Gebäuden und hat eine Länge von 100 Metern.                                                                                    |
| BW   | Datei hochladen | Schüller/Wald/Fürstenberg/Satzkeller | KG: Enzersfeld im Weinviertel Standort | Die Kellergasse ist ein beidseitiges Kellergassensystem in Hohlweglage und an einer Geländekante. Sie besteht aus 152 Gebäuden und hat eine Länge von 1700 Metern. Die älteste Datierung geht auf das Jahr 1860 zurück. |
| BW   | Datei hochladen | „Hagenbrunnerstraße“                 | KG: Königsbrunn Standort               | Die Kellergasse ist eine einseitige Einzelkellergasse in der Ebene und an einer Geländekante. Sie besteht aus 31 Gebäuden und hat eine Länge von 1000 Metern. Die älteste Datierung geht auf das Jahr 1860 zurück.      |

| Foto:                    | Fotografie der Kellergasse (Gesamtheit). Klicken des Fotos erzeugt eine vergrößerte Ansicht. Daneben finden sich zwei Symbole: \| Weitere Bilder vorhanden \| Das Symbol bedeutet, dass weitere Fotos des Objekts verfügbar sind. Durch Klicken des Symbols werden sie angezeigt. \| \| Eigenes Foto hochladen \| Durch Klicken des Symbols können weitere Fotos des Objekts in das Medienarchiv Wikimedia Commons hochgeladen werden. \| |
| Name:                    | Bezeichnung der Kellergasse |
| Standort:                | Es ist die Katastralgemeinde (KG) angegeben. Durch Aufruf des Links Standort wird die Lage der Kellergasse in verschiedenen Kartenprojekten angezeigt. |
| Beschreibung             | Kurze Beschreibung der Kellergasse |
| Weitere Bilder vorhanden | Das Symbol bedeutet, dass weitere Fotos des Objekts verfügbar sind. Durch Klicken des Symbols werden sie angezeigt. |
| Eigenes Foto hochladen   | Durch Klicken des Symbols können weitere Fotos des Objekts in das Medienarchiv Wikimedia Commons hochgeladen werden. |